# Juan Kaiser

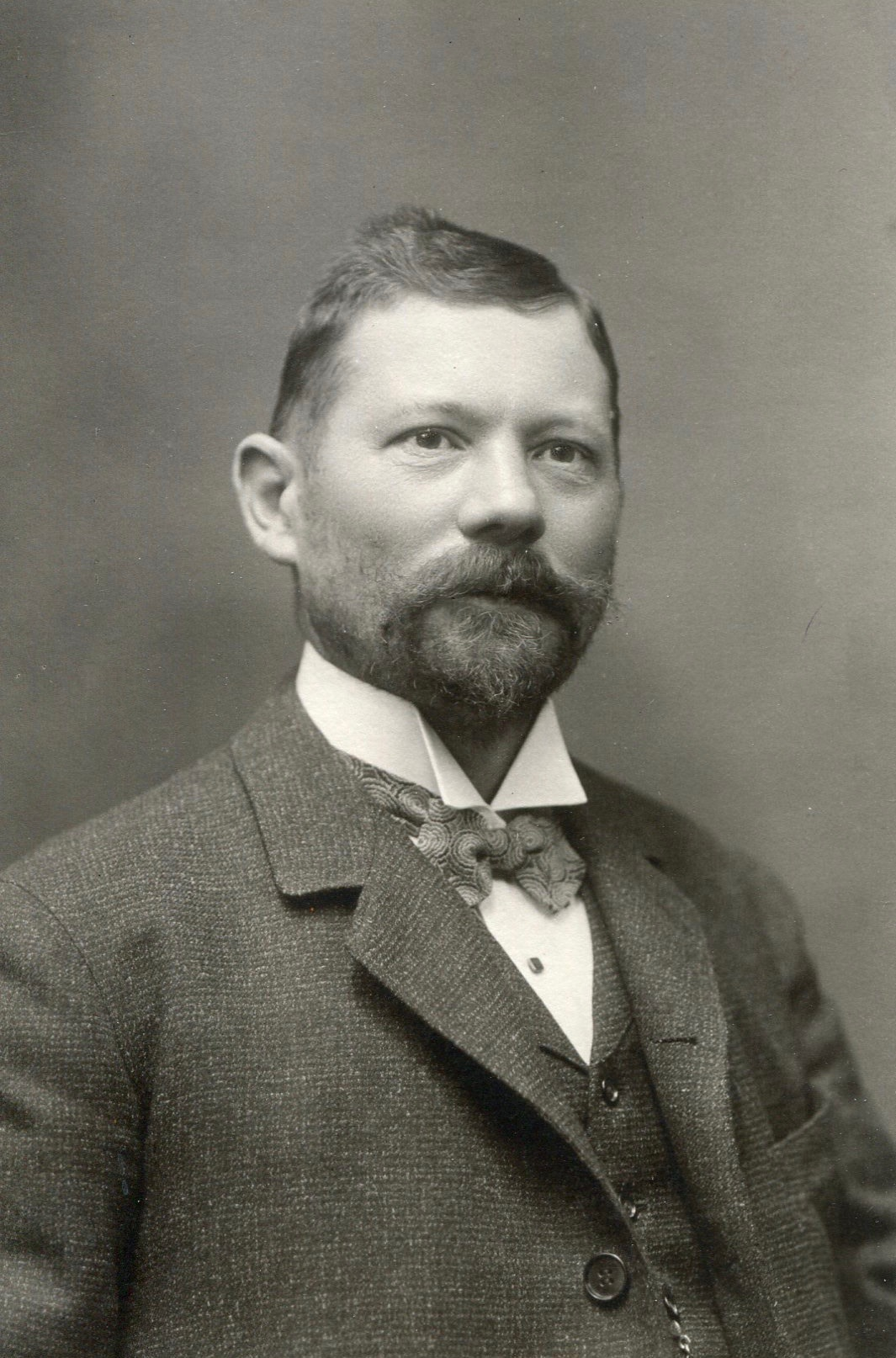
Juan Kaiser in Guadalajara

Juan Kaiser (* 17. Februar 1859 in Leuzigen; † 13. Februar 1916 Guadalajara) war ein Schweizer Geschäftsmann und Verleger in Guadalajara, Mexiko.

## Biographisches
Juan Kaiser wuchs zusammen mit vier Brüdern in einer Tierarzt- und Bauernfamilie in Leuzigen auf. Als 20-Jähriger verliess er 1880 sein Elternhaus und seine Verlobte Anna Simmen und wanderte nach Südamerika aus. Ungefähr drei Jahre lebte er in Peru und löste dort das Geschäft seines Onkels Wilhelm Kaiser – dem Gründer des Warenhaus‘ Kaiser in Bern - in Arequipa auf. Hier machte er Bekanntschaft mit der Fotografie, indem er von seinen eigenen Aufnahmen Ansichtskarten druckte und sie seinen Angehörigen in der Schweiz schickte. Gesundheitliche Gründe bewogen ihn, Peru zu verlassen. Er wollte in einem Land leben mit einem Klima, das ihm förderlich war. Deshalb zog er 1882 weiter nach Mexiko, wo er bis zu seinem Tod lebte. Er wohnte zuerst in Mexiko-Stadt und arbeitete dort in der Papeterie La Helvetia. In San Luis Potosi kaufte er 1887 von der Witwe des französischen Einwanderers Charles Danne die Papeterie Al Libro Major.

## Verlag und Geschäft

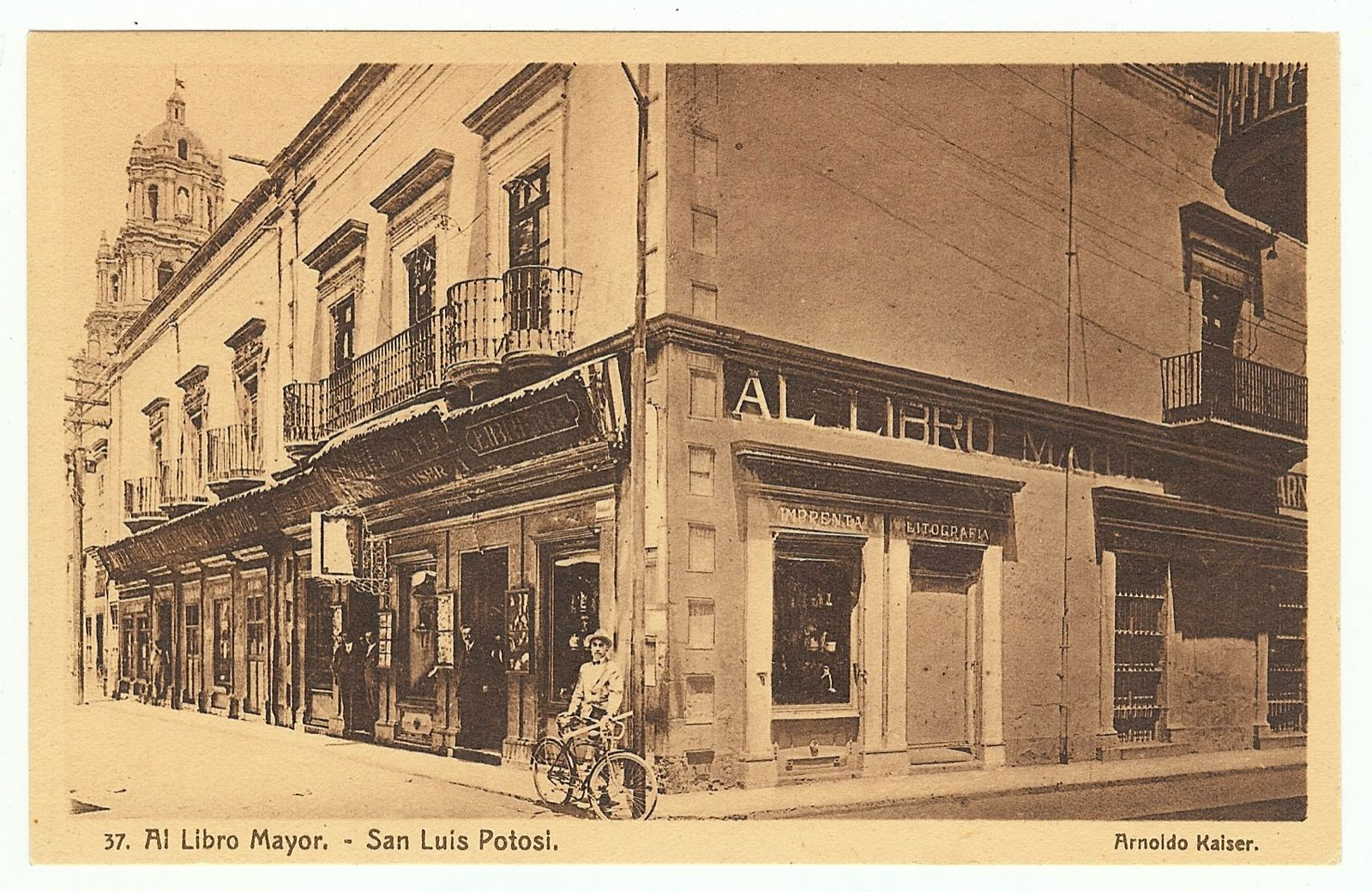
Die Papeterie Al Libro Major

1891 holte er seinen jüngsten Bruder Arnold nach Mexiko und gründete mit ihm zusammen einen Ansichtskarten-Verlag. Die beiden kauften reisenden Fotografen (u. a. von Charles Betts Waite (1861–1927), Alfred Saint Ange Briquet, 1833–1923 und Winfield Scott) Bilder ab, die sie in Deutschland bei den Gebrüdern Metz in Tübingen drucken liessen. Die Sujets waren einerseits einfache mexikanische Kinder, Frauen und Männer in ihrer meist ländlichen Umgebung. Anderseits dokumentierten sie das moderne und aufstrebende Mexiko der Ära von Porfirio Díaz mit repräsentativen Gebäuden und Strassen in Guadalajara und San Luis Potosi. Neben den Ansichtskarten verkaufte Juan Kaiser leere Buchhaltungsbücher, Schulbücher und Papeteriewaren aus Europa. Die Buchbindemaschinen importierte er aus Deutschland und aus der Schweiz. San Luis Potosi hatte zu dieser Zeit 34'000 Einwohner und war die siebtgrösste Stadt Mexikos und Al libro Mayor eines der wichtigsten Geschäfte dieser Art im Nordwesten Mexikos. Bis in die Gegenwart sind die Ansichtskarten für die Wissenschaft und für Bevölkerung in Mexiko wichtige Dokumente und Zeitzeugen. Jedes Jahr findet ein Kongress der Sammler statt.

## Familiengeschichte
1909 reiste Juan Kaiser in die Schweiz, um sich von seiner Frau Marie Wilhemine Kaiser, geborene Simmen, der Schwester von Anna Simmen, scheiden zu lassen. Seit dem 13. November 1893 war er mit ihr verheiratet gewesen. Die Ehe wurde vom Gericht in Büren an der Aare am 23. Dezember 1909 geschieden. Maire Wilhelmine Simmern war seine zweite Frau. Sie gebar einen Sohn, der mit sechs Monaten an Diphtherie starb. Kurz nach der Scheidung von Marie Wilhelmine Simmen heiratete er 1910 Bertha Peter aus Bern. Sie gebar am 27. Juni 1912 in Guadalajara mit 40 Jahren sein zweites Kind Hans Paul. Die letzten vier Jahre im Leben von Juan Kaiser sollten zugleich die glücklichsten werden, trotz Revolution in Mexiko. Kurz vor seinem Tod unternahm er mit seiner jungen Familie eine abenteuerliche Reise an die Weltausstellung in San Diego. Am 13. Februar 1916 verstarb Juan Kaiser nach kurzer Krankheit in seinem Heim in Guadalajara. Seine Witwe Bertha Kaiser führte das Geschäft Al Libro de Caja zusammen mit dem Geschäftsführer Emil Keller, einem Schweizer aus dem Kanton Thurgau, weiter. Das Al libro Major in San Luis Potosi verkauften sie Arnoldo Kaiser. Sie heiratete Emil Keller am 24. Oktober 1917. 1932 liquidierten sie ihr Geschäft in Guadalajara und kehrten zusammen mit ihrem Sohn Hans Paul Kaiser in die Schweiz zurück. Bertha Kaiser verstarb 1948 in Bern.

## Ansichtskarten (Auswahl)

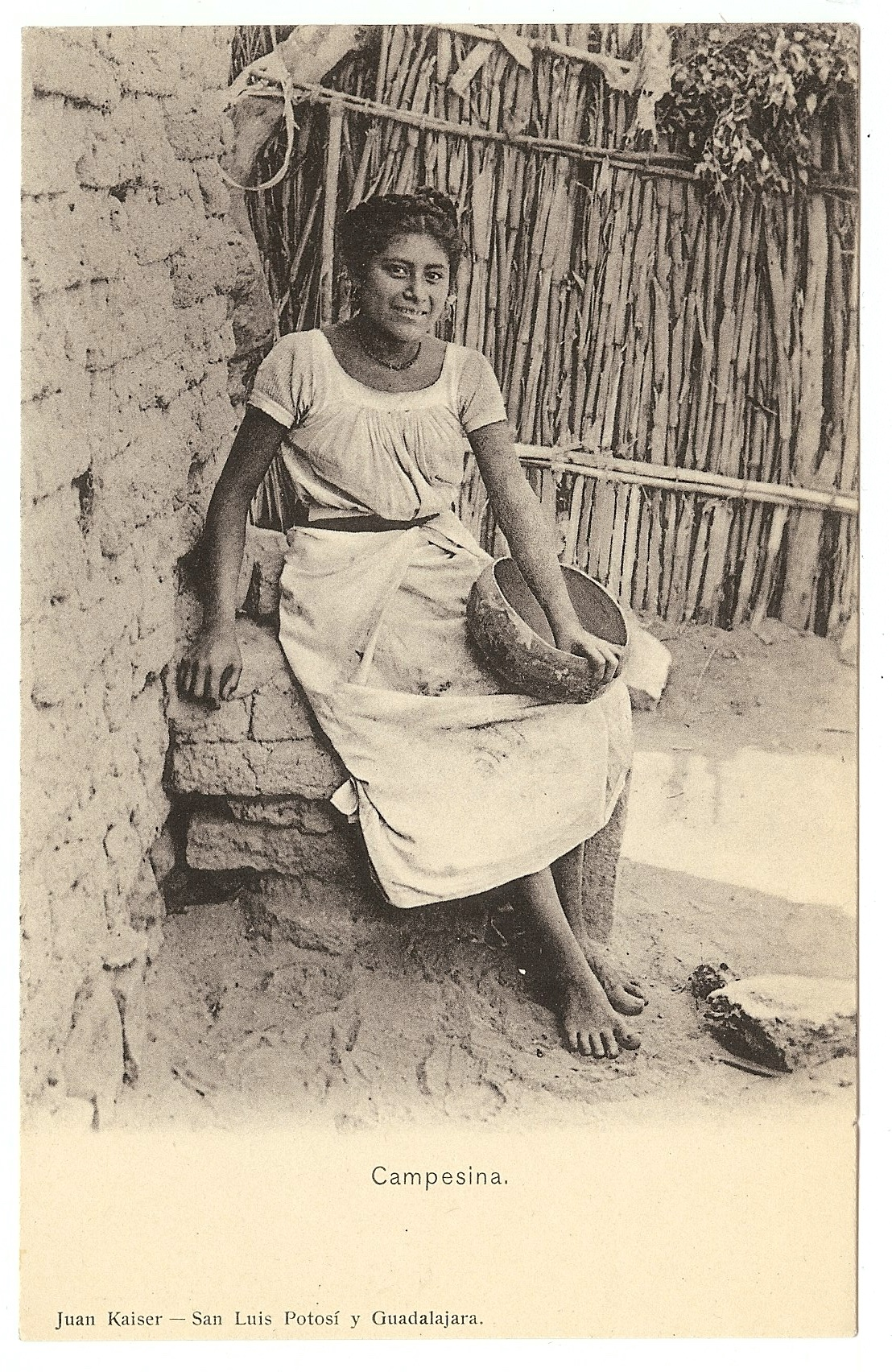
Campesina
Cazador en Chiapas
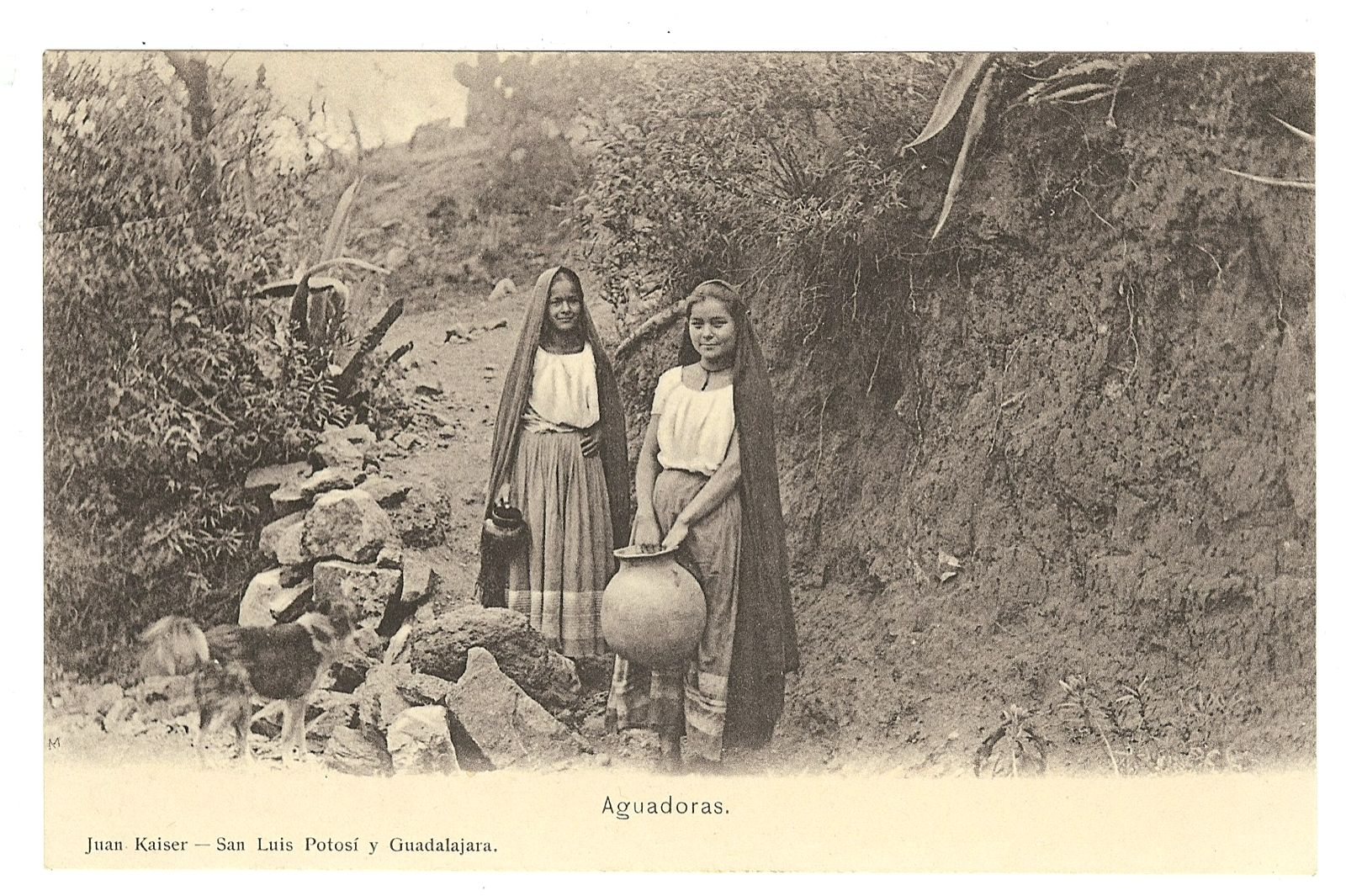
Aguadoras

## Ausstellungen
- 2007: Postkarten der Brüder Juan und Arnoldo Kaiser, Regionales Museum San Luis Potosi
- 2014: «La Guadalajara de Juan Kaiser», Casa ITESO Clavigero, Guadalajara